# Артембар
Артембар је био међански племић чијег је сина бичевао 10-годишњи Кир Велики. Према Николају из Дамаска, Артембар је касније прихватио Кира као саветника на међанском  двору. Прича о Артембару спомиње се у Херодотовим делима:
Када је дјечак Кир имао десет година, један инцидент који ћу вам сада описати, открити ће ко је он заправо био. Једног дана он се играо у сеоском парку где су боравила говеда, заједно са дечацима његовог узраста, на улици. Остали дечаци који су се играли са њим изабрали су пастировог сина, како су га звали, за њиховог краља. Тада је поступио тако што је наредио некима од њих да му изграде кућу, другима да буду његови чувари, једном од њих да буде краљево око (обавјештајац), другом пак да буде његов писмоноша; сви су имали одређени задатак. Међу дечацима се нашао  и син Артембара, међанског великаша, који је одбио да послуша Кирову наредбу. Кир је затим другим дечацима наредио да га одведу у притвор, а када су његове наредбе извршене, неколико пута га је снажно ударио бичем. Након што је ослобођен, Артембаров син који је био пун беса због поступака који нису приличили његовом угледу, побегао је у град где се пожалио оцу на оно што му је Кир урадио . Наравно, није именовао Кира будући да није знао његово име, па га је назвао пастировим сином. Артембар је затим у афекту и пун беса заједно са сином отишао код краља Астијага коме се пожалио на повреде свог сина. Показујући на дечакова рамена рекао је: „Ох Краљу, син једног пастира је осрамотио наш углед!“
Видевши дечакове ране и чувши речи његовог оца, Астијаг је желео да се освети у корист свог племића па је наредио да му доведу пастира и његовог сина. Када су стигли у његову непосредну близину, Астијаг је оштро гледао дечака и упитао га: „Како се ти, син тако неважног човека, усуђујеш да се понашаш према сину племића, једног од мојих најближих сарадника?!“ Кир је одговорио: „Мој краљу, поступио сам према њему онако како је заслужио. Изабран сам за краља у игри дечака из нашег села, будући да су мислили да сам ја најбољи за то. Он је такође био један од дечака који су ме изабрали. Сви остали су поступили  према мојим наредбама, док он није радио готово ништа, све док није добио оно што му припада. Ако због тога заслужујем казну, потпуно сам спреман да је прихватим.“
Према овој Херодотовој причи, Астијаг је према понашању, изгледу и старости препознао Кира као свог унука, за кога је десет година раније наредио да буде погубљен будући да је  тада сањао да ће његова ћерка Мандана родити сина који ће га свргнути са престола. Након Кирових речи поручио је Артембару и његовом сину да ће пастиров дечак бити кажњен на одговарајући начин а потом им наредио да одступе, па је разговор наставио са пастиром Митридатом који је одгајио Кира. Он је одбио да му призан да је присвојио дечака кога му је послао Харпаг и упорно је тврдио како се ради о његовом сину, све док му Астијаг није запретио својим дворским копљаницима након чега му је признао целу истину.